# خليل ريان
خليل ريان (العبرية: חליל ריאן)، (مواليد الدامون 1946-)، هو فنان تشكيلي فلسطيني من عرب 48. من أوائل الفنانيين التشكيليين في الداخل الفلسطيني. تتمحور أعماله في الرسم والنحت واللتمثيل بالبرونز وفن الخط العربي، له المئات من اللوحات والعمال الفنية، والعشرات من المعارض الخاصة والمشتركة.
ولد في قرية الدامون المهجرة قضاء عكا عام 1946، وبعد أن تنقّلت عائلته بين القرى المجاورة استقرّت بعد أشهر من التهجير في مدينة طمرة.

## بدايته
درس الفن في بداية طريقه في بيت الكرمة في حيفا عام 1964.
انتقل إلى القدس سنة 1967 لكي يكمل دراسة الفن في كلية الفنون«بتسلئيل» حيث التقى بالفنان سليمان منصور يدرس الفن في نفس الكلية.
أنهى خليل ريان دراسة 1972. عمل بالإرشاد في مراكز ثقافية متعددة في القدس وفي متحف إسرائيل، عمل معيداَ بقسم النحت في بتسلئيل طيلة 3 سنوات،

## المعارض
1. 1965 اشترك في معرض بيت الكرمة وحاز على جائزة حيفا.وعلى اثر هذا المعرض حاز على منحة بقيمة القسط السنوي لأول سنة دراسية في بتسلئيل.
2. 1968 اشترك في المعرض السنوي في كلية «بتسليئيل» حيث بقيت أعماله معروضة 3 سنوات.
3. 1972 معرض فردي في بيت الكرمة (حيفا) وعلى اثر ذلك قبل عضواً في رابطة الرسامين والنحاتين الاسرائيليين.
4. 1978 عمل تمثالا من الحديد في مدرسة «شعفاط» من قبل بلدية القدس.
5. 1978 اقام جدارية من الاسمنت في مدخل المكتبة العامة في طمرة في زمن رئيس المجلس زكي ذياب.
6. 1985 معرض جماعي في قاعة «بيلي» في القدس الشرقية.
7. 1990 معرض جماعي في بناية برج V - تل ابيب.
8. 1991 معرض جماعي في بيت «هيوتسير» - حيفا- حيث فقد الفنان نحته من البرونز تمثل خمسة حمامات.
9. 1992 معرض جماعي في بناية Y.M.C.A - غزة.
10. 1994 معرض جماعي في بيت «نغلر» - كريات حييم -.
11. 1994 معرض جماعي في مركز الواسطي للفنون، من الجليل إلى القدس - القدس -.
12. 1994 معرض فردي في بيت عائلة جولد شتاين – حيفا-.
13. 1995 معرض جماعي في مركز الواسطي للفنون، من الجليل إلى القدس - القدس -.
14. 1995 معرض فردي في بيت "نغلر" – كريات حييم ".
15. 1995 معرض جماعي في بيت روتشيلد – حيفا -.
16. 1995 معرض جماعي في بيت الفنانين الاسرائليين «شاغال» - حيفا - حيث فقد الفنان نحته امرأة من البرونز.
17. 1995 صنع تمثال من الاسمنت المقوى في مهرجان النحت كوكب في الجليل.
18. 1996 معرض مشترك في جالري ام الفحم.
19. 1996 معرض فردي في المركز الجماهيري - ترشيحا -.
20. 1997 معرض جماعي في بيت المهندس باران – القدس -.
21. 1998 معرض جماعي في غالري ام الفحم.
22. 1999 معرض جماعي في بيت ظاهر العمر - عرابة البطوف.
23. 1999 معرض جماعي في المركز الجماهيري - طمرة -.
24. 1999 معرض جماعي في المركز الثقافي البلدي - الناصرة -.
25. 2000 معرض فردي في اشكول بايس طمرة.
26. 2002 معرض جماعي في قاعة مسرح الميدان – حيفا -.
27. 2002 معرض جماعي في مبنى مجلس عمال – سخنين –.
28. 2002 معرض جماعي في نيويورك.
29. 2003 معرض فردي في قاعة فتوش – حيفا –.
30. 2003 معرض فردي في قرية عبلين من قبل جمعية جفرا.
31. 2004 معرض جماعي في مركز التجمع الوطني في طمرة.
32. 2005 معرض جماعي في دبي.
33. 2005 معرض جماعي في غالري طمرة – الخط العربي -.
34. 2005 اشترك في مهرجان للنحت في جفنا قضاء رام الله حيث اقام تمثال من الحديد.
35. 2005 معرض فردي في غالري طمرة.
36. 2005 معرض جماعي في «4 جدران» في الهلتون – عمان -.
37. 2005 معرض جماعي عن الجدار العنصري الهمجي.
38. 2005 معرض في آن واحد في رام الله، تل-أبيب ونيويورك.
39. اشترك الفنان في معارض جماعية في عكا سمي هناك فن اخر، وفي الناصرة في المركز الثقافي البلدي والمركز الفرنسي ومعرض أخر في تل-ابيب وحيفا في بيت «روتشلد» وكفر ياسيف في المركز الثقافي البلدي.
40. كما واشترك في معرض جماعي تنقل من القدس إلى الأردن ومنها إلى لندن، وكان عدد من اللوحات التي اشترك فيها في لندن 7 لوحات زيتية وحتى ألان لم ترجع اللوحات للفنان.

## ووصلات خارجية
موقع الفنان خليل ريان
الفنان خليل ريّان يبعث الحياة في منحوتاته!